# Харьюский район
Харьюский район — административно-территориальная единица в составе Эстонской ССР, существовавшая в 1950—1991 годах. Центр — Таллин (не входил в состав района). Население по переписи 1959 года составляло 41,7 тыс. чел. Площадь района в 1955 году составляла 1184,8 км².

## История
Харьюский район был образован в 1950 году, когда уездное деление в Эстонской ССР было заменено районным. В 1952 году район был включён в состав Таллинской области, но уже в апреле 1953 года в результате упразднения областей в Эстонской ССР район был возвращён в республиканское подчинение.
12 октября 1957 года к Харьюскому району была присоединена часть территории упразднённого Локсаского района, а 28 марта 1962 года — Кейлаский район целиком.
В 1991 году Харьюский район был преобразован в уезд Харьюмаа.

## Административное деление
В 1955 году район включал 1 рабочий посёлок (Маарду) и 10 сельсоветов: Вайдаский, Виймсиский (центр — Мийдураина), Йыэляхтмеский, Куртнаский (центр — Кийса), Лагедиский (центр — Копли), Набалаский (центр — Набала-Мыйса), Пранглиский (центр — Идаотса), Раасикуский, Сауэский, Харкуский (центр — Хюйру).